# Qualificazioni al campionato mondiale femminile di pallavolo 2014 (CEV)
Le qualificazioni per il campionato mondiale femminile di pallavolo 2014 dell'Europa mettono in palio 9 posti per il campionato mondiale femminile di pallavolo 2010. Delle 56 squadre europee appartenenti alla CEV e aventi diritto di partecipare alle qualificazioni, ne partecipano 41. Non partecipa l'Italia, già qualificata in quanto paese ospitante.

## Squadre partecipanti
Le squadre classificate dal secondo al tredicesimo posto del ranking CEV sono ammesse direttamente alla terza fase.
| - Albania (34) - Austria (26) - Azerbaigian (13) - Belgio (16) - Bielorussia (20) - Bosnia ed Erzegovina (25) - Bulgaria (9) - Cipro (38) - Croazia (14) - Danimarca (32) - Estonia (36) | - Finlandia (24) - Francia (10) - Germania (3) - Grecia (19) - Irlanda del Nord (-) - Islanda (37) - Israele (15) - Lettonia (-) - Liechtenstein (41) - Lituania (-) | - Lussemburgo (33) - Macedonia (40) - Malta (43) - Moldavia (35) - Montenegro (28) - Paesi Bassi (7) - Polonia (5) - Portogallo (27) - Rep. Ceca (8) - Romania (12) | - Russia (6) - San Marino (39) - Scozia (45) - Serbia (4) - Slovacchia (18) - Spagna (11) - Svizzera (30) - Turchia (2) - Ucraina (17) - Ungheria (22) |

## Prima fase

### Squadre partecipanti
| - Albania - Austria - Belgio - Bielorussia - Bosnia ed Erzegovina - Cipro - Croazia - Danimarca | - Estonia - Finlandia - Grecia - Irlanda del Nord - Islanda - Israele - Lettonia | - Liechtenstein - Lituania - Lussemburgo - Macedonia - Malta - Moldavia - Montenegro | - Portogallo - San Marino - Scozia - Slovacchia - Svizzera - Ucraina - Ungheria |

### Gironi
| Girone A                                          | Girone B                                | Girone C                                    | Girone D                          |
| ------------------------------------------------- | --------------------------------------- | ------------------------------------------- | --------------------------------- |
| Croazia Bosnia ed Erzegovina Montenegro Macedonia | Israele Bielorussia Finlandia Danimarca | Belgio Portogallo Svizzera Irlanda del Nord | Ucraina Ungheria Albania Moldavia |
| Girone E                                          | Girone F                                | Girone G                                    |                                   |
| Slovacchia Grecia Austria Liechtenstein           | Estonia Islanda Lettonia Lituania       | Lussemburgo Cipro San Marino Malta Scozia   |                                   |

### Girone A
- Luogo:  Castelnuovo
- Date: 24-26 maggio 2013

### Girone B
- Luogo:  Mahilëŭ
- Date: 24-26 maggio 2013

### Girone C
- Luogo:  Kortrijk
- Date: 23-26 maggio 2013

### Girone D
- Luogo:  Luc'k
- Date: 24-26 maggio 2013

### Girone E
- Luogo:  Poprad
- Date: 24-26 maggio 2013

### Girone F
- Luogo:  Daugavpils
- Date: 24-26 maggio 2013

### Girone G
- Luogo:  Cospicua
- Date: 28-30 giugno 2013

## Seconda fase
- Luogo:  Ra'anana
- Date: 2-6 ottobre 2013

## Terza fase

### Girone I
- Luogo:  Ankara
- Date: 3-5 gennaio 2014

### Girone J
- Luogo:  Baku
- Date: 3-5 gennaio 2014

### Girone K
- Luogo:  Łódź
- Date: 3-5 gennaio 2014

### Girone L
- Luogo:  Rovigno
- Date: 3-5 gennaio 2014

### Girone M
- Luogo:  Samokov
- Date: 3-5 gennaio 2014